# Све, баш све
Све, баш све (енгл. Everything, Everything) америчка је романтична драма из 2017. године, у режији Стеле Меги, по сценарију Џеја Милса Гудлоа. Темељи се на истоименом роману Николе Јун. Главне улоге тумаче Амандла Стенберг и Ник Робинсон.
Приказивао га је Warner Bros. Pictures од 19. маја 2017. године. Добио је помешане рецензије критичара, уз похвале за главне глумце, али и критике усмерене ка сценарију. Међутим, остварио је комерцијални успех, зарадивши 61 милион долара широм света у односу на буџет од 10 милиона.

## Радња
Меди Витијер има болест која је врло ретка и која јој не дозвољава да живи као и други. Наиме, она не сме напуштати своју кућу, а када јој неко долази постоји читава процедура око уласка у кућу. Меди живи с мајком, докторком, која води рачуна о њеном стању, и медицинском сестром Карлом. Меди је као мала изгубила оца и брата у несрећи и једина особа за коју зна је њена мајка, која би све дала за њу.
Када се у суседну кућу усели момак Оли Брајт са својом помало чудном породицом, Медина прича тек почиње. Она се полако заљубљује у Олија који је спреман жртвовати све, баш све, како би барем један дан живела изван своје сигурне куће.

## Улоге
| Глумац           | Улога         |
| ---------------- | ------------- |
| Амандла Стенберг | Меди Витијер  |
| Ник Робинсон     | Оли Брајт     |
| Аника Нони Роуз  | Полин Витијер |
| Ана де ла Регера | Карла         |
| Тејлор Хиксон    | Кара Брајт    |